# Ann Lambton
Ann Katharine Swynford Lambton, (8 février 1912 - 19 juillet 2008), généralement connue sous le nom d'AKS Lambton ou « Nancy » Lambton, est une historienne britannique, experte en histoire persane médiévale et moderne, en langue persane, en théorie politique islamique et en organisation sociale persane. Elle est une autorité reconnue en matière de régime foncier et de réforme en Iran (notamment l'administration et les institutions saldjoukides, mongoles, safavides et qajares, ainsi que l'histoire locale et tribale).

## Biographie
Lambton est née en 1912 à Newmarket, Suffolk. Elle est la fille aînée de George Lambton, fils cadet du 2e comte de Durham et de son épouse Cicely Margaret Horner (1882-1972). Sous l'influence d'Edward Denison Ross, un ami de la famille, elle étudie le persan à la SOAS sous la direction de Ross et Hamilton Gibb, ainsi que d'autres (Arthur Stanley Tritton, Vladimir Minorski et Hassan Taghizadeh).
De 1939 à 1945, Lambton est attachée de presse de la légation britannique à Téhéran, puis professeur de persan à la SOAS de 1953 à 1979, succédant à Arthur John Arberry comme titulaire de cette chaire. En 1942, elle reçoit l'OBE et, plus tard, des doctorats honorifiques en littérature de l'Université de Durham et de l'Université de Cambridge. Elle est également membre honoraire du New Hall de Cambridge, de la SOAS et de l'Université de Londres. Elle écrit plusieurs livres sur des sujets allant de la grammaire et du vocabulaire persans à la réforme agraire Qajar. Ann Lambton joue un rôle dans le renversement de Mohammad Mossadegh. Après la décision de nationaliser les intérêts pétroliers de l’Iran en 1951, elle conseille au gouvernement britannique de saper l’autorité du régime de Mossadegh. Elle propose que le professeur de l’Université d’Oxford, Robert Charles Zaehner se rende en Iran et lance des opérations secrètes. En 1953, avec l'aide de la CIA, le régime de Mossadegh est renversé et le Shah, Mohammad Reza Pahlavi, est rétabli sur le trône,.
En tant que professeur émérite du diocèse de Newcastle et président de l’Association diocésaine d’Iran, Lambton siège au Comité du Moyen-Orient et conseille les archevêques sur les questions interconfessionnelles. Elle donne des conférences de Carême deux fois par an au clergé et aux laïcs pendant de nombreuses années. Elle reçoit ensuite la Croix de Saint-Augustin en 2004 des mains de l'Archevêque de Cantorbéry en reconnaissance de son travail et de son engagement envers le christianisme et l'Église d'Angleterre. Elle est membre honoraire à vie de l’Association d’études du Moyen-Orient d’Amérique du Nord. À l'Université de Durham, le Centre d'études iraniennes institue une chaire honorifique annuelle du professeur AKS Lambton, dont elle prononce la conférence inaugurale en 2001.
Lambton est décédée à son domicile à Wooler Northumberland, le 19 juillet 2008 à l'âge de 96 ans après une longue maladie.